# Gårdstånga
Gårdstånga lakott település Svédország déli részén, Skåne megye területén, Eslöv közigazgatási kistérségben. A településen 2010-ben 343 lakos élt. Az E66-os út egészen 1984-ig futott keresztül rajta, amikor is az út nyomvonalát megváltoztatták és így ez mára a települést elkerüli. 
Gårdstånga egy igen régi település, melyről azt tartják, hogy már a 10. században lakott településként működött a Malmö és Kristianstad közt vezető főútvonal mentén. Temploma a 13. századból való. A templom szószéke, illetve az oltár 1612-ből, míg a szenteltvíztartó 1621-ből maradt ránk, melyek mindegyikét a dán Jakob Kremberg szobrász- és kőfaragómester készítette. Jakob Kremberg kiemelkedő templomi kőfaragómester volt, aki IV. Keresztély dán király uralkodásának idején alkotott Skåne megye területén.
Gårdstånga területén egy északi bronzkorból származó temetkezési sírdomb is található. A sírdomb svéd nyelven Gravhög, amely az óészaki nyelv haugr, azaz domb, bucka jelentésű szavából ered.

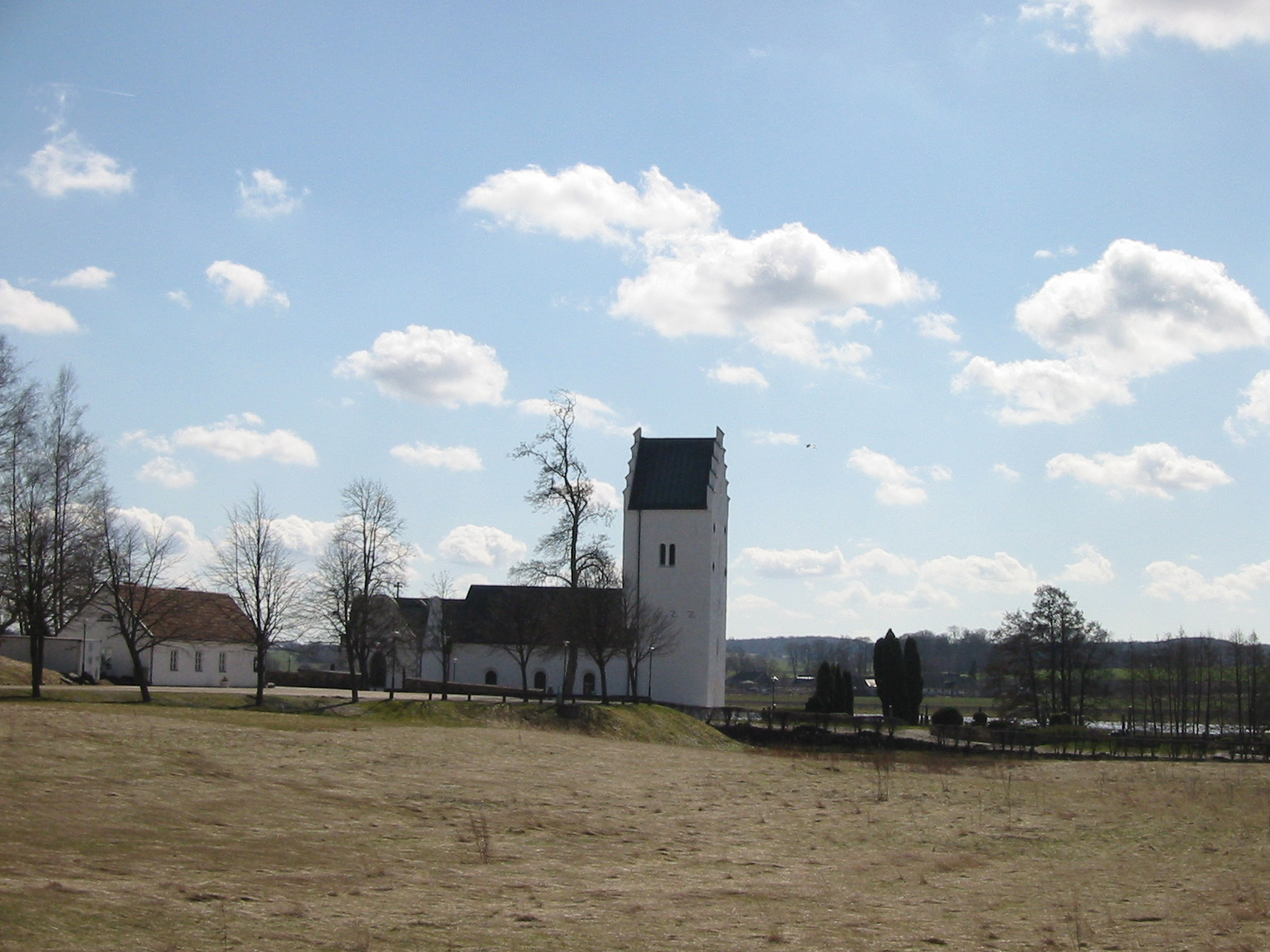
Gårdstånga temploma
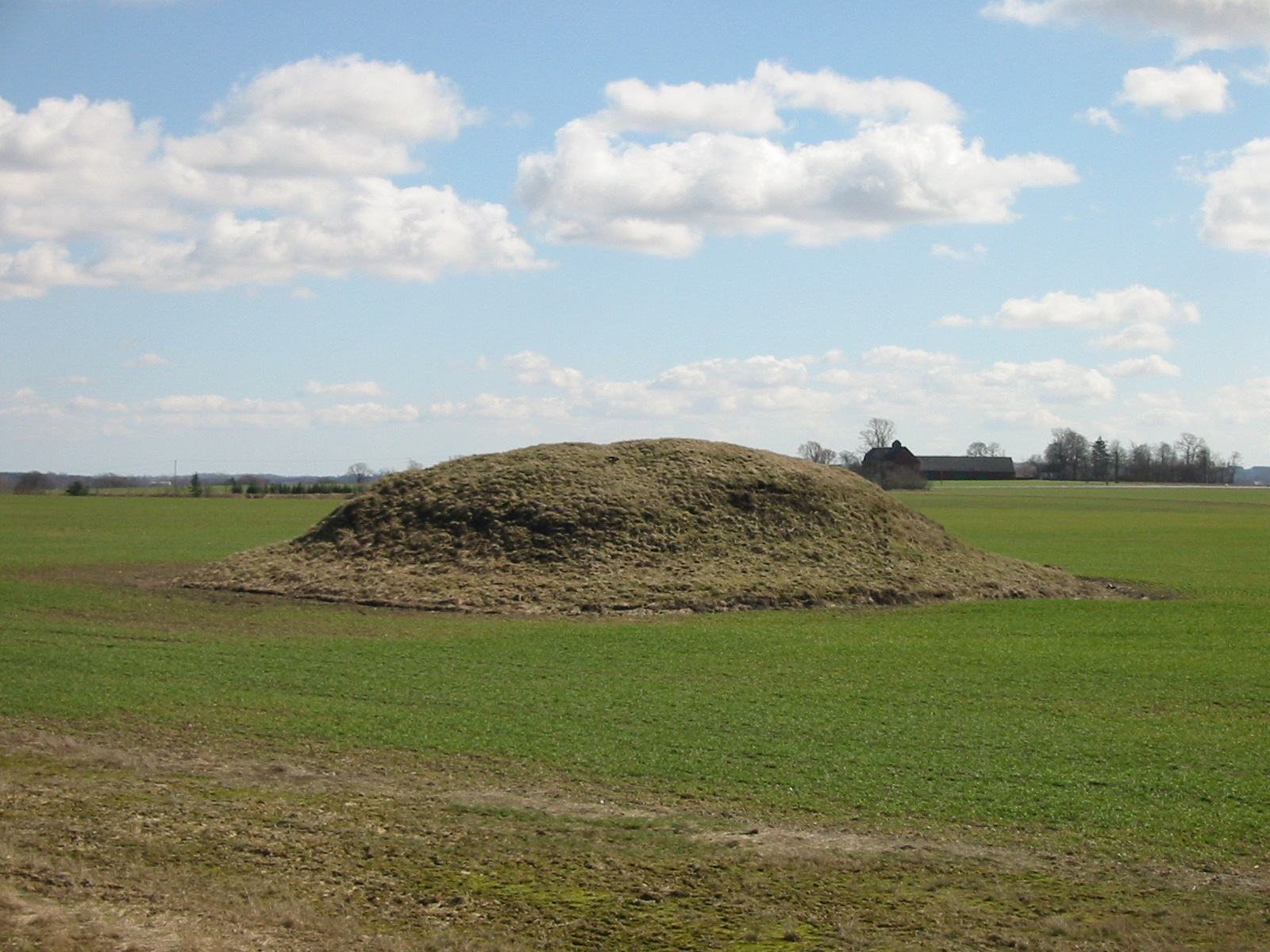
Az északi bronzkor idejéből származó sírdomb a település határában

## Fordítás
- Ez a szócikk részben vagy egészben  a   Gårdstånga című angol Wikipédia-szócikk ezen változatának fordításán alapul.  Az eredeti cikk szerkesztőit annak laptörténete sorolja fel. Ez a jelzés csupán a megfogalmazás eredetét és a szerzői jogokat jelzi, nem szolgál a cikkben szereplő információk forrásmegjelöléseként.